# Nader Ghandri
Nader Ghandri (Aubervilliers, 18 februari 1995) is een in Frankrijk geboren Tunesisch voetballer die sinds 2021 uitkomt voor Club Africain.

## Clubcarrière
Ghandri speelde in Frankrijk voor US Ivry, Red Star FC, JA Drancy en AC Arles-Avignon. Van 2014 tot 2017 speelde hij bij Club Africain, waarmee hij in 2015 Tunesisch landskampioen werd en in 2017 de Beker van Tunesië.
In augustus 2017 ondertekende hij een contract voor drie seizoenen bij Antwerp FC, dat een paar maanden eerder was teruggekeerd naar Eerste klasse A na een afwezigheid van dertien jaar. Ghandri kwam er in zijn debuutseizoen nauwelijks aan spelen toe, waarop hij in het seizoen 2018/19 aan KVC Westerlo werd verhuurd. Na zijn terugkeer bij Antwerp kwam hij er niet meer aan spelen toe, waarna zijn contract er in december 2019 werd ontbonden. Een paar dagen later tekende hij bij Westerlo.
Toen Ghandri in het seizoen 2020/21 nauwelijks aan spelen toekwam – en uiteindelijk zelfs naar de C-kern verwezen –, leende de club hem in februari 2021 voor de rest van het seizoen uit aan de Bulgaarse eersteklasser Slavia Sofia. Daar groeide hij vrij snel uit tot een vaste waarde centraal achterin. In het tussenseizoen liet de vicevoorzitter van Westerlo, Hasan Çetinkaya, in een interview weten dat Ghandri een eerlijke kans zou krijgen en door de nieuwe trainer Jonas De Roeck worden geëvalueerd. Desalniettemin haalde Club Africain hem in augustus 2021 op definitieve basis terug in huis.

## Interlandcarrière
Op 7 juni 2019 maakte Ghandri zijn interlanddebuut voor Tunesië: in de vriendschappelijke interland tegen Irak (2-0-winst) kreeg hij een basisplaats van bondscoach Alain Giresse.
| Interlands van Nader Ghandri | Interlands van Nader Ghandri | Interlands van Nader Ghandri | Interlands van Nader Ghandri | Interlands van Nader Ghandri | Interlands van Nader Ghandri | Interlands van Nader Ghandri |
| No.                          | Datum                        | Wedstrijd                    | Uitslag                      | Soort Wedstrijd              | Doelpunten                   |                              |
| Als speler bij KVC Westerlo  | Als speler bij KVC Westerlo  | Als speler bij KVC Westerlo  | Als speler bij KVC Westerlo  | Als speler bij KVC Westerlo  | Als speler bij KVC Westerlo  | Als speler bij KVC Westerlo  |
| ---------------------------- | ---------------------------- | ---------------------------- | ---------------------------- | ---------------------------- | ---------------------------- | ---------------------------- |
| 1.                           | 7 juni 2019                  | Tunesië – Irak               | 2 – 0                        | Vriendschappelijk            | -                            |                              |
| Totaal                       | Totaal                       | Totaal                       | Totaal                       | Totaal                       | -                            |                              |

Bijgewerkt tot 6 september 2021